# Список птахів Соломонових Островів
Це перелік видів птахів, зафіксованих на території Соломонових Островів. Птахи, які були зафіксована на острові Бугенвіль, не враховані в цьому списку, оскільки, незважаючи на те, що острів є частиною архіпелагу Соломонових островів, адміністративно він належить до Папуа Нової Гвінеї. 
Авіфауна Соломонових островів налічує загалом 322 видів, з яких 75 видів є ендемічними, а 3 були інтродуковані людьми (манорина маскова, сорочиця велика і майна індійська). 28 видів знаходяться під загрозою зникнення.

## Позначки
Наступні теги використані для виділення деяких категорій птахів.  
- (А) Випадковий - вид, який рідко або випадково трапляється на Соломонових островах
- (Е) Ендемічий - вид, який є ендеміком Соломонових островів
- (I) Інтродукований - вид, завезений до Соломонових островів як наслідок, прямих чи непрямих людських дій
- (Ext) Вимерлий - вид або підвид, який мешкав на Соломонових островах, однак повністю вимер

## Гусеподібні(Anseriformes)
Родина: Качкові (Anatidae)
- Свистач австралійський, Dendrocygna eytoni (A)
- Крижень австралійський, Anas superciliosa
- Чирянка світлогорла, Anas gracilis

## Куроподібні(Galliformes)
Родина: Великоногові (Megapodiidae)
- Великоніг меланезійський, Megapodius eremita

Родина: Фазанові (Phasianidae)
- Курка банківська, Gallus gallus

## Пірникозоподібні(Podicipediformes)
Родина: Пірникозові (Podicipedidae)
- Пірникоза мала, Tachybaptus ruficollis
- Пірникоза австралійська, Tachybaptus novaehollandiae

## Голубоподібні(Columbiformes)
Родина: Голубові (Columbidae)
- Columba vitiensis
- Columba pallidiceps
- Горлиця двоморфна, Macropygia mackinlayi
- Голуб-довгохвіст чубатий, Reinwardtoena crassirostris
- Chalcophaps longirostris
- Chalcophaps stephani
- Alopecoenas sanctaecrucis (E)
- Alopecoenas salamonis (Ext)
- Alopecoenas beccarii
- Alopecoenas jobiensis
- Голуб гривастий, Caloenas nicobarica
- Microgoura meeki (Ext)
- Тілопо смугастобокий, Ptilinopus superbus
- Тілопо соломонський, Ptilinopus richardsii (E)
- Тілопо червоночеревий, Ptilinopus greyi
- Тілопо бузковогрудий, Ptilinopus solomonensis
- Тілопо червоноволий, Ptilinopus viridis
- Тілопо білоголовий, Ptilinopus eugeniae (E)
- Пінон тонганський, Ducula pacifica
- Пінон гребінчастий, Ducula rubricera
- Пінон острівний, Ducula pistrinaria
- Пінон малаїтський, Ducula brenchleyi (E)
- Gymnophaps solomonensis (E)

## Зозулеподібні(Cuculiformes)
Родина: Зозулеві (Cuculidae)
- Коукал вохристоголовий, Centropus milo (E)
- Eudynamys scolopaceus
- Коель східний, Eudynamys orientalis
- Коель новозеландський, Urodynamis taitensis
- Зозуля-велет, Scythrops novaehollandiae
- Дідрик смугастощокий, Chrysococcyx lucidus
- Кукавка віялохвоста, Cacomantis flabelliformis
- Кукавка австралійська, Cacomantis variolosus
- Зозуля глуха, Cuculus saturatus
- Зозуля сибірська, Cuculus optatus

## Дрімлюгоподібні(Caprimulgiformes)
Родина: Білоногові (Podargidae)
- Корнудо соломонський, Rigidipenna inexpectata (E)

Родина: Дрімлюгові (Caprimulgidae)
- Ночнар соломонський, Eurostopodus nigripennis

## Серпокрильцеподібні(Apodiformes)
Родина: Серпокрильцеві (Apodidae)

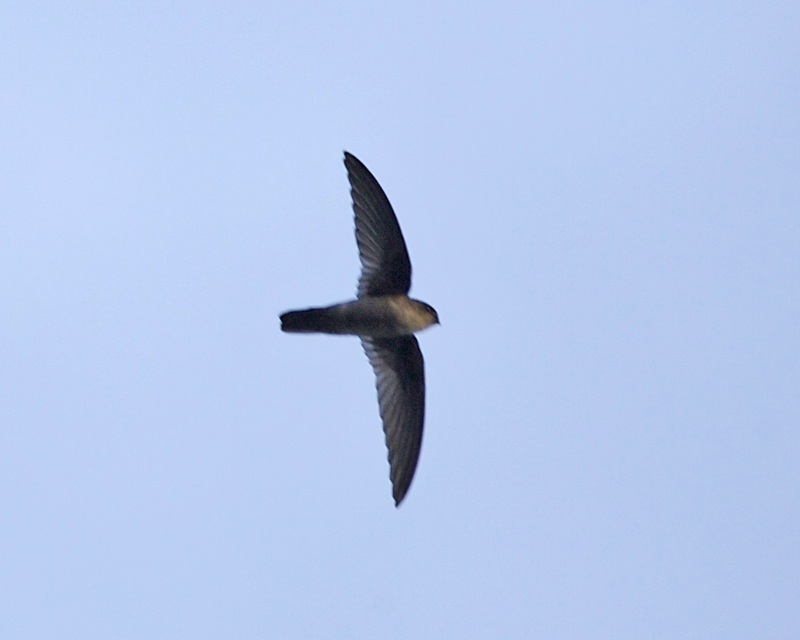
Салангана бура

- Салангана білочерева, Collocalia esculenta
- Салангана новокаледонська, Collocalia uropygialis
- Салангана світлогуза, Aerodramus spodiopygius
- Салангана меланезійська, Aerodramus orientalis
- Салангана бура, Aerodramus vanikorensis
- Серпокрилець сибірський, Apus pacificus

Родина: Клехові (Hemiprocnidae)

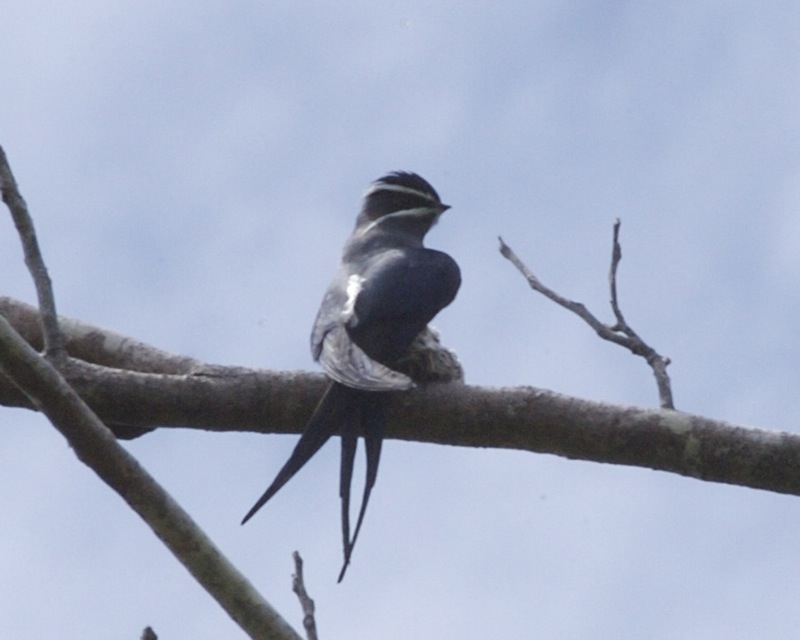
Клехо великий

- Клехо великий, Hemiprocne mystacea

## Журавлеподібні(Gruiformes)
Родина: Пастушкові (Rallidae)
- Пастушок смугастий, Gallirallus philippensis
- Пастушок соломонський, Gallirallus woodfordi (E)
- Пастушок меланезійський, Gallirallus rovianae (E)
- Курочка синьолоба, Gallinula silvestris (E)
- Курочка чорна, Gallinula tenebrosa
- Султанка зондська, Porphyrio indicus
- Султанка австралійська, Porphyrio melanotus
- Багновик молуцький, Amaurornis moluccana
- Погонич білобровий, Poliolimnas cinereus
- Погонич австралійський, Zapornia tabuensis

## Сивкоподібні(Charadriiformes)
Родина: Лежневі (Burhinidae)

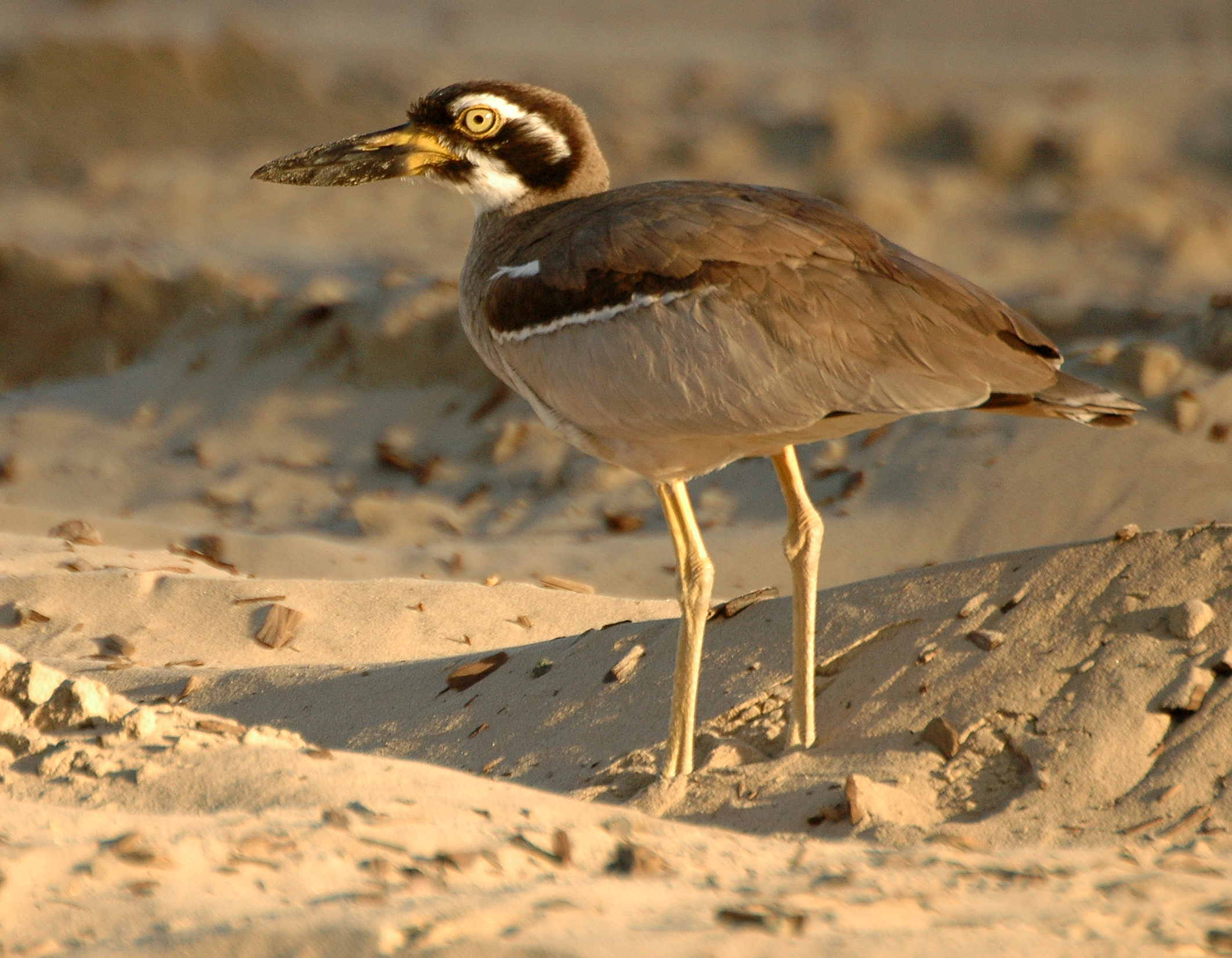
Лежень рифовий

- Лежень рифовий, Esacus magnirostris

Родина: Чоботарові (Recurvirostridae)
- Кулик-довгоніг чорнокрилий, Himantopus himantopus
- Кулик-довгоніг строкатий, Himantopus leucocephalus
- Himantopus mexicanus (A)

Родина: Сивкові (Charadriidae)
- Сивка морська, Pluvialis squatarola
- Сивка бурокрила, Pluvialis fulva
- Чайка білошия, Vanellus miles
- Пісочник монгольський, Charadrius mongolus
- Пісочник товстодзьобий, Charadrius leschenaultii
- Пісочник довгоногий, Charadrius veredus

Родина: Баранцеві (Scolopacidae)
- Кульон аляскинський, Numenius tahitiensis
- Кульон середній, Numenius phaeopus
- Кульон-крихітка, Numenius minutus
- Кульон східний, Numenius madagascariensis
- Грицик малий, Limosa lapponica
- Грицик великий, Limosa limosa
- Крем'яшник звичайний, Arenaria interpres
- Побережник великий, Calidris tenuirostris (A)
- Побережник ісландський, Calidris canutus
- Побережник болотяний, Calidris falcinellus (A)
- Побережник гострохвостий, Calidris acuminata
- Побережник червоногрудий, Calidris ferruginea
- Побережник довгопалий, Calidris subminuta
- Побережник рудоголовий, Calidris ruficollis
- Побережник білий, Calidris alba
- Побережник арктичний, Calidris melanotos (A)
- Неголь азійський, Limnodromus semipalmatus
- Баранець лісовий, Gallinago megala
- Мородунка, Xenus cinereus
- Набережник палеарктичний, Actitis hypoleucos
- Коловодник попелястий, Tringa brevipes
- Коловодник аляскинський, Tringa incana
- Коловодник великий, Tringa nebularia
- Коловодник ставковий, Tringa stagnatilis

Родина: Триперсткові (Turnicidae)
- Триперстка тонкодзьоба, Turnix maculosus

Родина: Дерихвостові (Glareolidae)
- Дерихвіст забайкальський, Glareola maldivarum (A)

Родина: Поморникові (Stercorariidae)
- Поморник антарктичний, Stercorarius maccormicki
- Поморник фолклендський, Stercorarius antarcticus
- Поморник середній, Stercorarius pomarinus
- Поморник короткохвостий, Stercorarius parasiticus
- Поморник довгохвостий, Stercorarius longicaudus (A)

Родина: Мартинові (Laridae)
- Крячок бурий, Anous stolidus
- Крячок атоловий, Anous minutus
- Крячок білий, Gygis alba
- Крячок строкатий, Onychoprion fuscatus
- Крячок полінезійський, Onychoprion lunatus
- Крячок бурокрилий, Onychoprion anaethetus
- Крячок малий, Sternula albifrons
- Крячок чорнодзьобий, Gelochelidon nilotica
- Крячок білокрилий, Chlidonias leucopterus
- Крячок рожевий, Sterna dougallii
- Крячок білолобий, Sterna striata
- Крячок індонезійський, Sterna sumatrana
- Крячок річковий, Sterna hirundo
- Крячок жовтодзьобий, Thalasseus bergii
- Крячок бенгальський, Thalasseus bengalensis (A)

## Фаетоноподібні(Phaethontiformes)
Родина: Фаетонові (Phaethontidae)
- Фаетон білохвостий, Phaethon lepturus (A)
- Фаетон червонохвостий, Phaethon rubricauda (A)

## Буревісникоподібні(Procellariiformes)
Родина: Альбатросові (Diomedeidae)
- Альбатрос чорнобровий, Thalassarche melanophris (A)

Родина: Океанникові (Oceanitidae)
- Океанник Вільсона, Oceanites oceanicus (A)
- Фрегета чорночерева, Fregetta tropica (A)
- Океанник білогорлий, Nesofregetta fuliginosa (A)

Родина: Качуркові (Hydrobatidae)
- Качурка мадерійська, Hydrobates castro (A)

Родина: Буревісникові (Procellariidae)
- Тайфунник-провісник, Pterodroma heraldica (A)
- Тайфунник Піла, Pterodroma inexpectata
- Тайфунник тихоокеанський, Pterodroma externa (A)
- Тайфунник макаулійський, Pterodroma cervicalis
- Тайфунник білолобий, Pterodroma leucoptera (A)
- Тайфунник коротконогий, Pterodroma brevipes
- Тайфунник вануатський, Pterodroma occulta (A)
- Бульверія тонкодзьоба, Bulweria bulwerii (A)
- Тайфунник таїтійський, Pseudobulweria rostrata (A)
- Тайфунник соломонський, Pseudobulweria becki (A)
- Буревісник тихоокеанський, Calonectris leucomelas (A)
- Буревісник світлоногий, Ardenna carneipes (A)
- Буревісник клинохвостий, Ardenna pacificus
- Буревісник сивий, Ardenna griseus
- Буревісник тонкодзьобий, Ardenna tenuirostris (A)
- Буревісник острівний, Puffinus nativitatis
- Буревісник австралійський, Puffinus gavia (A)
- Буревісник реюньйонський, Puffinus bailloni
- Буревісник Гейнрота, Puffinus heinrothi

## Сулоподібні(Suliformes)
Родина: Фрегатові (Fregatidae)
- Фрегат-арієль, Fregata ariel
- Фрегат малазійський, Fregata andrewsi
- Фрегат тихоокеанський, Fregata minor

Родина: Сулові (Sulidae)
- Сула жовтодзьоба, Sula dactylatra (A)
- Сула білочерева, Sula leucogaster
- Сула червононога, Sula sula

Родина: Бакланові (Phalacrocoracidae)
- Баклан строкатий, Microcarbo melanoleucos
- Баклан великий, Phalacrocorax carbo (A)
- Баклан індонезійський, Phalacrocorax sulcirostris (A)

## Пеліканоподібні(Pelecaniformes)
Родина: Пеліканові (Pelecanidae)
- Пелікан австралійський, Pelecanus conspicillatus (A)

Родина: Чаплеві (Ardeidae)
- Бугайчик китайський, Ixobrychus sinensis
- Бугайчик чорний, Ixobrychus flavicollis
- Чепура велика, Ardea alba
- Чепура середня, Ardea intermedia (A)
- Чепура австралійська, Egretta novaehollandiae (A)
- Чепура мала, Egretta garzetta (A)
- Чепура тихоокеанська, Egretta sacra
- Чапля єгипетська, Bubulcus ibis (A)
- Чапля мангрова, Butorides striata
- Квак каледонський, Nycticorax caledonicus

Родина: Ібісові (Threskiornithidae)
- Коровайка бура, Plegadis falcinellus (A)
- Ібіс молуцький, Threskiornis moluccus
- Косар королівський, Platalea regia

## Яструбоподібні(Accipitriformes)
Родина: Скопові (Pandionidae)
- Скопа, Pandion haliaetus

Родина: Яструбові (Accipitridae)
- Шуляк австралійський, Aviceda subcristata
- Circus approximans
- Accipiter hiogaster
- Яструб тасманійський, Accipiter novaehollandiae
- Яструб бурий, Accipiter fasciatus
- Яструб строкатий, Accipiter albogularis
- Яструб-імітатор, Accipiter imitator (E)
- Яструб папуанський, Accipiter meyerianus
- Шуліка королівський, Haliastur indus
- Орлан білочеревий, Haliaeetus leucogaster
- Haliaeetus sanfordi (E)

## Совоподібні(Strigiformes)
Родина: Сипухові (Tytonidae)
- Сипуха крапчаста, Tyto alba

Родина: Совові (Strigidae)
- Сова соломонська, Nesasio solomonensis (E)
- Сова-голконіг меланезійська, Ninox jacquinoti (E)
- Сич гвадалканальський, Ninox granti (E)
- Сич малаїтанський, Ninox malaitae (E)
- Сич макіранський, Ninox roseoaxillaris (E)

## Bucerotiformes

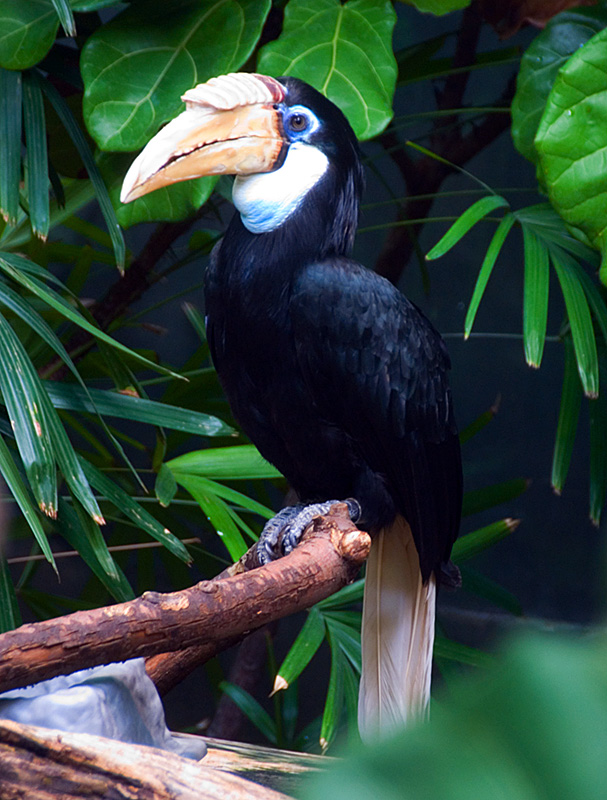
Калао папуанський

Родина: Птахи-носороги (Bucerotidae)
- Калао папуанський, Rhyticeros plicatus

## Сиворакшоподібні(Coraciiformes)
Родина: Рибалочкові (Alcedinidae)
- Рибалочка блакитний, Alcedo atthis
- Рибалочка мангровий, Ceyx pusilla
- Рибалочка новогеоргійський, Ceyx collectoris (E)
- Рибалочка соломонський, Ceyx meeki
- Рибалочка малаїтський, Ceyx malaitae (E)
- Рибалочка гвадалканальський, Ceyx nigromaxilla (E)
- Рибалочка макірський, Ceyx gentianus (E)
- Альціон лісовий, Todiramphus macleayii
- Альціон ультрамариновий, Todiramphus leucopygius (E)
- Альціон садовий, Todiramphus sacer
- Альціон священний, Todiramphus sanctus
- Альціон білоголовий, Todiramphus saurophagus
- Альціон меланезійський, Todiramphus tristrami
- Альціон вусатий, Actenoides bougainvillei

Родина: Сиворакшові (Coraciidae)
- Широкорот східний, Eurystomus orientalis

## Соколоподібні(Falconiformes)
Родина: Соколові (Falconidae)
- Підсоколик східний, Falco severus
- Підсоколик австралійський, Falco longipennis (A)
- Сапсан, Falco peregrinus

## Папугоподібні(Psittaciformes)
Родина: Какадові (Cacatuidae)

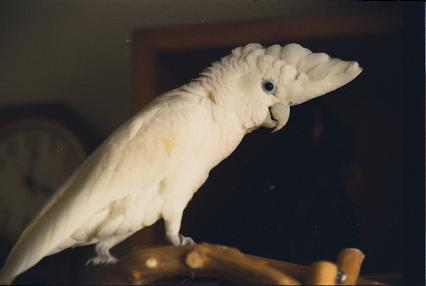
Какаду соломонський

- Какаду соломонський, Cacatua ducorpsii (E)

Родина: Psittaculidae
- Папужка-пігмей червоноволий, Micropsitta bruijnii
- Папужка-пігмей зелений, Micropsitta finschii
- Папуга зелено-червоний, Eclectus roratus
- Лоріто жовтоголовий, Geoffroyus heteroclitus
- Лорікет пальмовий, Vini palmarum
- Лорікет зелений, Vini meeki
- Лорікет червонобокий, Hypocharmosyna placentis
- Лорікет жовтоволий, Charmosynoides margarethae
- Лорі-кардинал, Pseudeos cardinalis
- Лорі соломонський Lorius chlorocercus (E)
- Лорікет веселковий, Trichoglossus haematodus
- Лорікет синьоголовий, Trichoglossus moluccanus

## Горобцеподібні(Passeriformes)
Родина: Пітові (Pittidae)
- Піта чорнощока, Pitta anerythra (E)

Родина: Медолюбові (Meliphagidae)
- Манорина маскова, Manorina melanocephala (I)
- Медовичка кардиналова, Myzomela cardinalis
- Медовичка бугенвільська, Myzomela lafargei
- Медовичка червоногуза, Myzomela eichhorni (E)
- Медовичка малаїтська, Myzomela malaitae (E)
- Медовичка чорноголова, Myzomela melanocephala (E)
- Медовичка сан-кристобальська, Myzomela tristrami (E)
- Медолюб сан-кристобальський, Meliarchus sclateri (E)
- Медолюб атоловий, Guadalcanaria inexpectata (E)

Родина: Шиподзьобові (Acanthizidae)
- Ріроріро новогвінейський, Acanthiza cinerea
- Ріроріро віялохвостий, Gerygone flavolateralis

Родина: Личинкоїдові (Campephagidae)

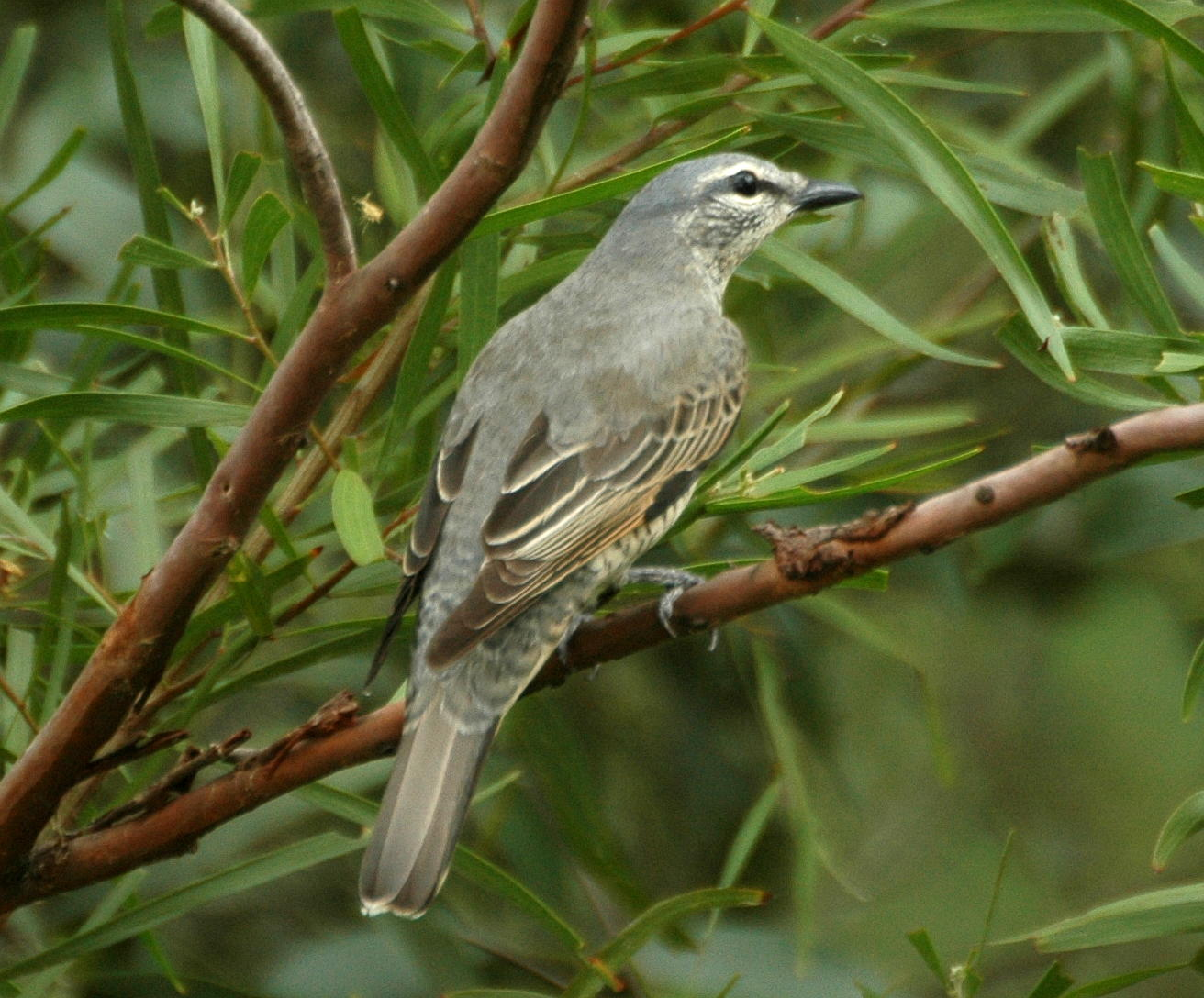
Шикачик тонкодзьобий

- Шикачик жовтоокий, Coracina lineata
- Шикачик масковий, Coracina novaehollandiae
- Шикачик темний, Coracina welchmani
- Шикачик чорнолобий, Coracina papuensis
- Оругеро полінезійський, Lalage maculosa
- Оругеро довгохвостий, Lalage leucopyga
- Шикачик соломонський, Edolisoma salomonis (E)
- Шикачик цикадовий, Edolisoma holopolium
- Шикачик архіпелаговий, Edolisoma remotum
- Шикачик тонкодзьобий, Edolisoma tenuirostre

Родина: Свистунові (Pachycephalidae)
- Свистун меланезійський, Pachycephala implicata (E)
- Свистун архіпелаговий, Pachycephala vanikorensis
- Pachycephala orioloides
- Свистун ренельський, Pachycephala feminina (E)

Родина: Ланграйнові (Artamidae)
- Сорочиця велика, Gymnorhina tibicen (I)

Родина: Віялохвісткові (Rhipiduridae)

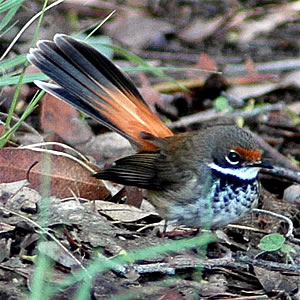
Віялохвістка рудолоба

- Віялохвістка білокрила, Rhipidura cockerelli (E)
- Віялохвістка чорноряба, Rhipidura leucophrys
- Віялохвістка малаїтська, Rhipidura malaitae (E)
- Віялохвістка рудолоба, Rhipidura rufifrons
- Віялохвістка гірська, Rhipidura drownei (E)
- Віялохвістка сан-кристобальська, Rhipidura tenebrosa (E)
- Віялохвістка ренельська, Rhipidura rennelliana (E)
- Віялохвістка сиза, Rhipidura albiscapa
- Віялохвістка новозеландська, Rhipidura fuliginosa

Родина: Дронгові (Dicruridae)
- Дронго лірохвостий, Dicrurus hottentottus
- Дронго волохатий, Dicrurus bracteatus

Родина: Монархові (Monarchidae)

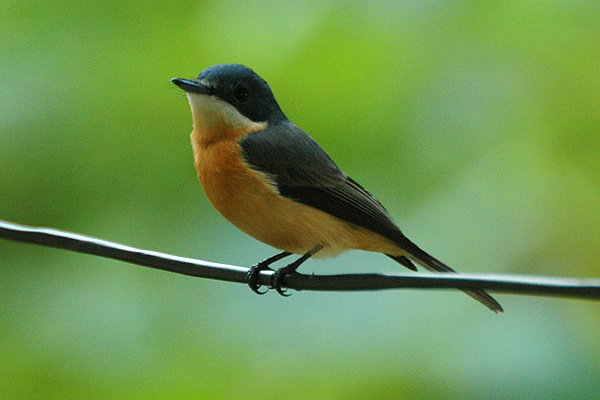
Міагра рудовола

- Сизарка ванікорська, Mayrornis schistaceus (E)
- Монарх-великодзьоб ренельський, Clytorhynchus hamlini (E)
- Монарх-великодзьоб санта-крузький, Clytorhynchus sanctaecrucis (E)
- Монарх сіроголовий, Monarcha cinerascens
- Монарх білоголовий, Monarcha richardsii (E)
- Монарх соломонський, Monarcha castaneiventris (E)
- Монарх бугенвільський, Monarcha erythrostictus
- Монарх строкатокрилий, Symposiachrus barbatus (E)
- Монарх архіпелаговий, Symposiachrus browni (E)
- Монарх білошиїй, Symposiachrus vidua (E)
- Міагра двобарвна, Myiagra ferrocyanea
- Міагра сан-кристобальська, Myiagra cervinicauda (E)
- Міагра меланезійська, Myiagra caledonica
- Міагра рудовола, Myiagra vanikorensis

Родина: Воронові (Corvidae)
- Ворона білодзьоба, Corvus woodfordi (E)
- Ворона бугенвільська, Corvus meeki

Родина: Тоутоваєві (Petroicidae)
- Тоутоваї малий, Petroica pusilla

Родина: Очеретянкові (Acrocephalidae)

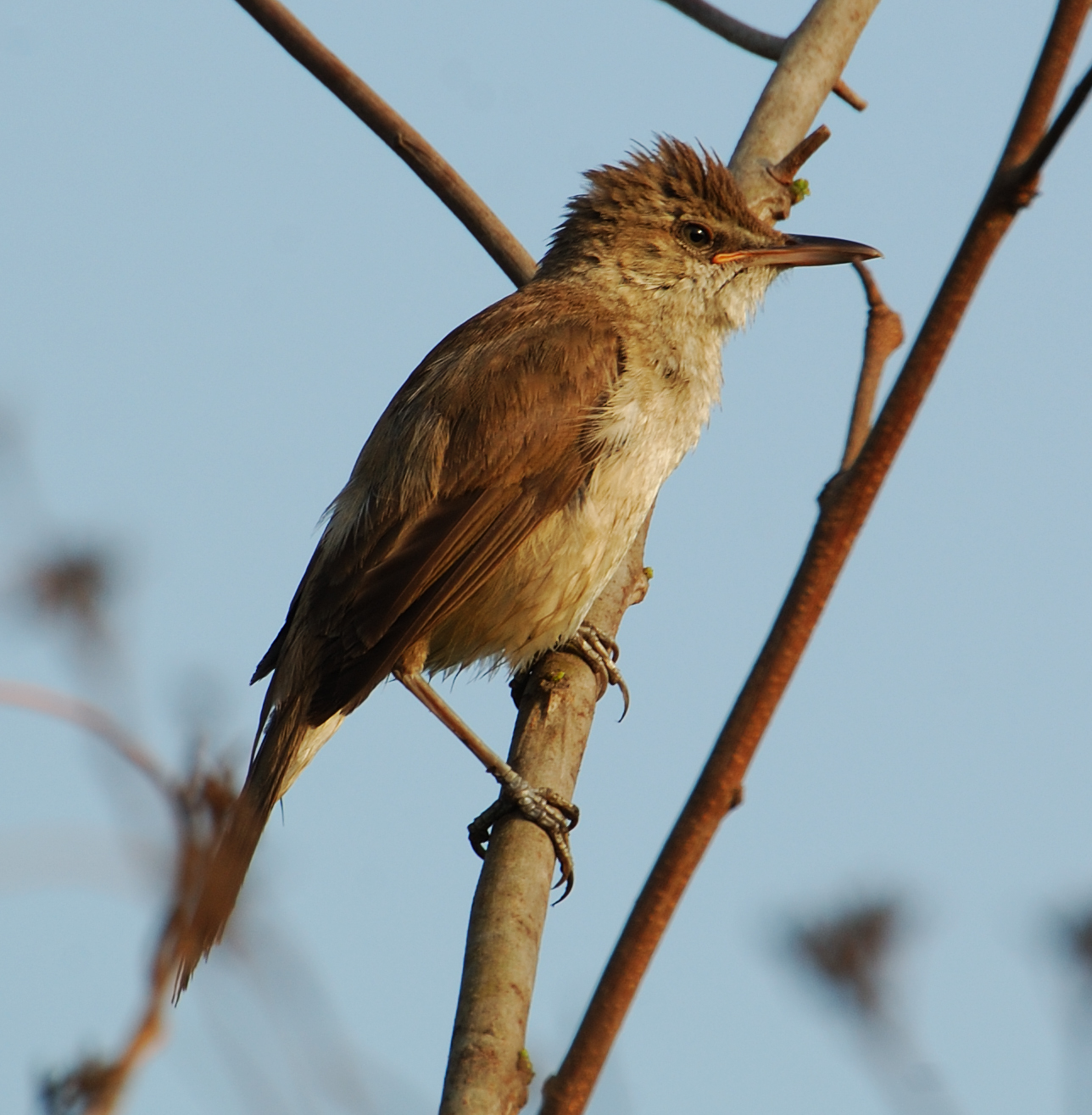
Очеретянка південна

- Очеретянка південна, Acrocephalus stentoreus
- Очеретянка австралійська, Acrocephalus australis

Родина: Кобилочкові (Locustellidae)
- Кущавник гвадалканальський, Cincloramphus turipavae (E)

Родина: Ластівкові (Hirundinidae)
- Ластівка південноазійська, Hirundo tahitica
- Ясківка лісова, Petrochelidon nigricans

Родина: Вівчарикові (Phylloscopidae)
- Вівчарик сан-кристобальський, Phylloscopus makirensis (E)
- Вівчарик новогвінейський, Phylloscopus poliocephalus
- Вівчарик коломбангарський, Phylloscopus amoenus (E)

Родина: Cettiidae
- Очеретянка меланезійська, Horornis parens (E)

Родина: Окулярникові (Zosteropidae)
- Окулярниця ренельська, Zosterops superciliosus (E)
- Окулярниця санта-крузька, Zosterops lacertosus (E)
- Окулярник помаранчеводзьобий, Zosterops rennellianus (E)
- Окулярник велалавельський, Zosterops vellalavella (E)
- Окулярник ранонгійський, Zosterops splendidus (E)
- Окулярник соломонський, Zosterops luteirostris (E)
- Окулярник жовтогорлий, Zosterops metcalfii
- Окулярник пальмовий, Zosterops kulambangrae (E)
- Окулярник темноокий, Zosterops tetiparius (E)
- Окулярник коломбангарський, Zosterops murphyi (E)
- Окулярник сірогорлий, Zosterops rendovae (E)
- Окулярник малаїтський, Zosterops stresemanni (E)
- Окулярник санта-крузький, Zosterops santaecrucis (E)
- Окулярник ванікорський, Zosterops gibbsi (E)

Родина: Шпакові (Sturnidae)

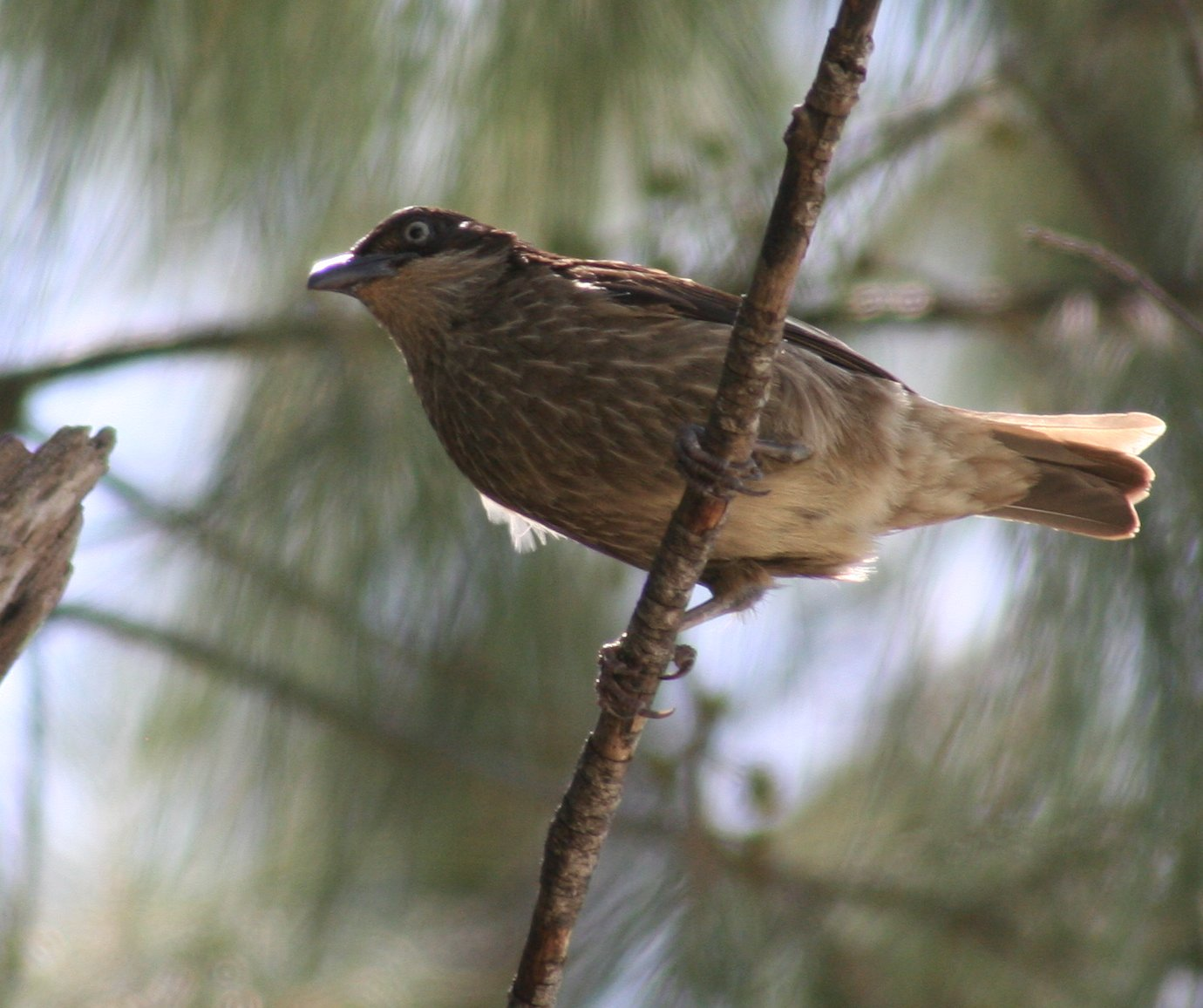
Шпак-малюк полінезійський

- Шпак-малюк блискотливий, Aplonis metallica
- Шпак-малюк атоловий, Aplonis feadensis
- Шпак-малюк ренельський, Aplonis insularis (E)
- Шпак-малюк бугенвільський, Aplonis brunneicapillus
- Шпак-малюк соломонський, Aplonis grandis (E)
- Шпак-малюк сан-кристобальський, Aplonis dichroa (E)
- Шпак-малюк рудокрилий, Aplonis zelandica
- Шпак-малюк новогвінейський, Aplonis cantoroides
- Шпак-малюк полінезійський, Aplonis tabuensis
- Міно золотощокий, Mino dumontii
- Міно довгохвостий, Mino kreffti
- Майна індійська, Acridotheres tristis (I)

Родина: Дроздові (Turdidae)
- Квічаль сан-кристобальський, Zoothera margaretae (E)
- Квічаль краплистоволий, Zoothera turipavae (E)
- Квічаль австралійський, Zoothera lunulata
- Квічаль буроволий, Zoothera heinei
- Дрізд мінливоперий, Turdus poliocephalus

Родина: Квіткоїдові (Dicaeidae)
- Квіткоїд малий, Dicaeum aeneum (E)
- Квіткоїд сан-кристобальський, Dicaeum tristrami (E)

Родина: Нектаркові (Nectariniidae)
- Маріка жовточерева, Cinnyris jugularis

Родина: Астрильдові (Estrildidae)
- Папужник синьощокий, Erythrura trichroa

Родина: Горобцеві (Passeridae)
- Горобець хатній, Passer domesticus (A)
- Горобець польовий, Passer montanus